# 釋日慧
釋日慧（1926年5月9日—2008年7月6日），俗名佘化龍，生於湖北陽新，為台灣著名佛教僧侶與佛教學者，為觀自在蘭若開山法師。曾擔任圓光佛學院、福嚴佛學院講師，弟子甚多。

## 生平
日慧法師，生於湖北省，父親名為佘清芳，曾任職湖北省地方政府官員，後改行從商。母親楊氏，在他19歲時過世。日慧法師曾就讀湖北省私立武昌中華大學中文系，國共內戰時，其父在戰亂中過世。1949年，日慧法師未及完成學業，就逃難到香港大禹山調景嶺，成為難民。
日慧法師在香港加入胡璉將軍的部隊，從軍報國，並隨部隊移防至台灣。曾任陸軍官校政工、空軍總部參謀官，期間曾獲獲頒國家忠勤勳章一座、乙二楷模獎章一座、甲二懋績獎章一座。1963年，提出退伍申請，經長官慰留，改調至空軍至公中學擔任中文教師。期間經常至獅頭山元光寺掛單，也常至慧日講堂，聽印順法師說法。同年9月，皈依於印順法師。1967年，正式退伍。
1968年，於獅頭山元光寺本明老和尚處，剃度出家，與日常法師為同門。1969年，於基隆海會寺受具足戒。在受戒期間，結識張澄基教授之母，其母曾皈依於貢噶仁波切。經由張澄基教授的引薦，得到噶舉派傳承，受阿闍黎灌頂。隨後於彰化澄園閉關三年，修行四加行與大手印。出關後，居住在中壢圓光寺，曾指導中央大學佛學社。後因其師本明法師擔任中壢湧光寺住持，日慧法師隨之移居湧光寺。
1978年，得到信徒張正體居士捐地，於苗栗創立觀自在蘭若，傳授密法。在此期間，他體悟到密法與禪宗無異，也以參無字話頭，來教導弟子。因為他在佛學上的造詣，曾任教於圓光佛學院、福嚴佛學院、佛光山中國佛教研究所，以及香港私立能仁書院大專部哲學系。
2008年7月6日，於台大醫院病逝，遺言將遺體交由台大醫院，供解剖教學用。

## 著作
著有《佛教四大部派宗義講釋》、《華嚴法海微波》、《伏心寮聞思集》等。